# Ötztaler Alpen
De Ötztaler Alpen (Italiaans: Alpi Venoste) vormen een bergmassief in de Centrale Alpen in het westelijke deel van Noord- en Zuid-Tirol. De hoofdkam van de Ötztaler Alpen vormt in dit gebied gelijktijdig ook de hoofdkam van de gehele Alpen. Het bergmassief ligt op het grensgebied tussen Oostenrijk en Italië. Alhoewel in de Hoge Tauern en in de Ortler Alpen hogere bergtoppen te vinden zijn, heeft het gebergte ten opzichte van de rest van de Oostelijke Alpen het grootste oppervlakte boven een hoogte van 3000 meter. De hoogste bergtop is de Wildspitze (± 3770 meter) en is daarmee na de Großglockner op de grens tussen Oost-Tirol en Karinthië de hoogste bergtop van Oostenrijk. De Ötztaler Alpen zijn bekend als de vindplaats van Ötzi.

## Naburige bergmassieven
Aan de Ötztaler Alpen grenzen de volgende tot de Alpen behorende bergmassieven:
- Lechtaler Alpen (in het noorden)
- Miemingergebergte (in het noordwesten)
- Stubaier Alpen (in het oosten)
- Sarntaler Alpen (in het zuidoosten)
- Ortler Alpen (in het zuiden)
- Sesvennagroep (in het westen)
- Samnaungroep (in het noordwesten)

## Ligging

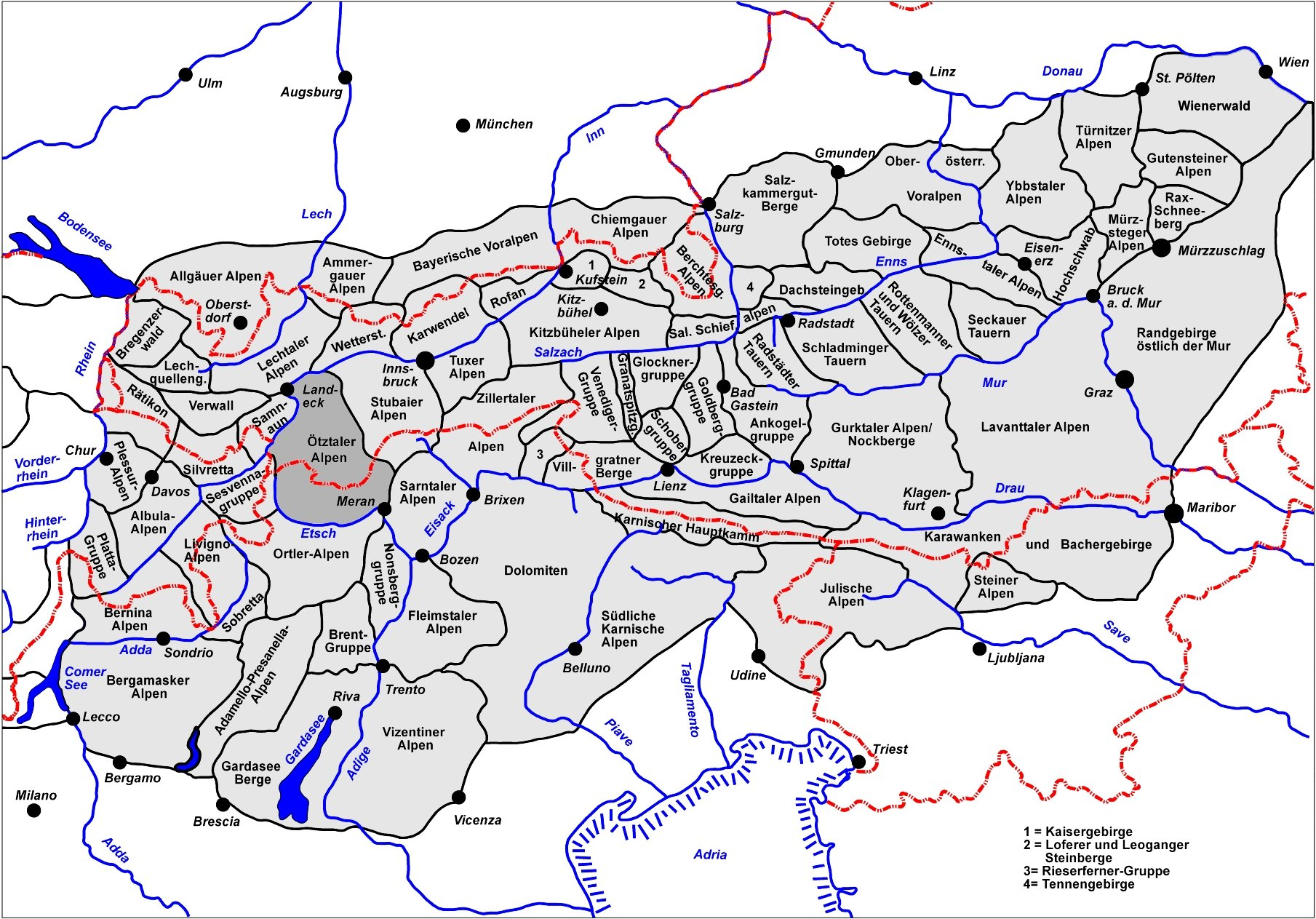
Ligging van de Ötztaler Alpen in de Oostalpen

De Ötztaler Alpen worden in het zuiden begrensd door het Etschtal (Italiaans: Val d'Adige) in de regio Vinschgau, vanaf de uitmonding van de Passer in de Adige bij Meran stroomopwaarts tot bij de Reschenpas. In het westen wordt het bergmassief begrensd door het Reschenmeer en de Stiller Bach. In het noorden worden de Ötztaler Alpen begrensd door het Oberinntal, vanaf de inmonding van de Sanna in de Inn bij Landeck stroomafwaarts tot bij de uitmonding van de Ötztaler Ache in de Inn. In het oosten begrenst het Ötztal het gebergte, vanaf de inmonding in de Inn stroomopwaarts tot bij Zwieselstein. De oostgrens verloopt verder over de pas Timmelsjoch en dan dalafwaarts door het Passeiertal (Ital.: Val di Passiria) tot bij de uitmonding van de Passer in de Adige.
De Timmelsjoch zorgt voor een scheiding met de meer oostelijk gelegen Stubaier Alpen. De Reschenpas zorgt voor een verbinding met de Sarntaler Alpen.
In de hoofdkam liggen tussen de Fineilspitze en de Similaun de bergpassen Hauslabjoch en Tisenjoch, waar in september 1991 de man van de Hauslabjoch, Ötzi werd gevonden. Vanuit het noorden dringen drie dalen in het gebergtemassief door, namelijk het Kaunertal, het Pitztal en het Venter Tal, een zijdal van het Ötztal. In het zuiden liggen het Vernagttal en het Schnalstal (Ital.: Val di Senales) tussen de hoge bergtoppen van de Ötztaler Alpen ingebed. Al deze dalen zijn wereldwijd bekende wintersportgebieden.

## Subgroepen
Aan de noordzijde van de hoofdkam (hoogste berg: Weißkugel, 3739 meter) liggen, van west naar oost, de volgende zijketens:
- Nauderer Bergen (hoogste berg: Mittlerer Seekarkopf, 3063 meter)
- Glockturmkam (hoogste berg: Glockturm, 3353 meter)
- Kaunergrat (hoogste berg: Watzespitze, 3533 meter)
- Geigenkam (hoogste berg: Hohe Geige, 3395 meter)
- Weißkam (hoogste berg: Wildspitze, ± 3770 meter)

De hoofdkam bestaat uit de volgende ketens:
- Gurglkam (hoogste berg: Hinterer Seelenkogel, 3470 meter)
- Schnalskam (hoogste berg: Weißkugel, 3739 meter)

Aan de zuidzijde van de hoofdkam liggen, van west naar oost, de volgende zijketens:
- Planeiler Bergen (hoogste berg: Äußerer Bärenbartkogel, 3473 meter)
- Salurnkam (hoogste berg: Schwemser Spitze, 3456 meter)
- Texelgroep (hoogste berg: Roteck, 3336 meter)

## Bergtoppen
Belangrijke bergtoppen in de Ötztaler Alpen:
1. Wildspitze, ±3770 meter (Weißkam)
2. Weißkugel (Ital.: Palla Bianca), 3739 meter (hoofdkam Ötztaler Alpen)
3. Hinterer Brochkogel, 3635 meter (Weißkam)
4. Hintere Schwärze (Ital.: Cime Nere), 3628 meter (hoofdkam Ötztaler Alpen)
5. Similaun, 3607 meter (hoofdkam Ötztaler Alpen)
6. Vorderer Brochkogel, 3565 meter (Weißkam)
7. Innerer Bärenbartkogel (Ital.: Cima Barba d'Orsa di Dentro), 3557 meter (Weißkam)
8. Ötztaler Urkund, 3556 meter (Weißkam)
9. Östliche Marzellspitze, 3555 meter (Schnalskam)
10. Großer Ramolkogel, 3551 meter (hoofdkam Ötztaler Alpen)
11. Schalfkogel, 3540 meter (hoofdkam Ötztaler Alpen)
12. Hochvernagtspitze, 3539 meter (Weißkam)
13. Watzespitze, 3533 meter (Kaunergrat)
14. Mutmalspitze, 3528 meter (hoofdkam Ötztaler Alpen)
15. Weißseespitze, 3526 meter (Weißkam)
16. Fineilspitze (Ital.: Punta di Finale), 3516 meter (hoofdkam Ötztaler Alpen)
17. Fluchtkogel, 3497 meter (Weißkam)
18. Hochwilde (ook Hohe Wilde; Ital.: L'Altissima), 3482 meter (hoofdkam Ötztaler Alpen)
19. Äußerer Bärenbartkogel (Ital.: Cima Barba d'Orso di Fuori), 3473 meter (Planeiler Bergen)
20. Hinterer Seelenkogel (Ital.: Cima delle Anime), 3470 meter (Gurglkam)
21. Karlesspitze (Ital.: Cima di Quaira), 3466 meter (hoofdkam Ötztaler Alpen)
22. Kreuzspitze, 3457 meter (hoofdkam Ötztaler Alpen)
23. Salurnspitze (Ital.: Punta Saldura), 3433 meter (Salurnkam)
24. Verpeilspitze, 3423 meter (Kaunergrat)
25. Weißer Kogel, 3409 meter (Weißkam)
26. Hohe Geige, 3395 meter (Geigenkam)
27. Eiskastenspitze, 3373 meter (Kaunergrat)
28. Saykogel, 3360 meter (hoofdkam Ötztaler Alpen)
29. Glockturm, 3353 meter (Glockturmkam)
30. Rofelewand, 3353 meter (Kaunergrat)
31. Puitkogel (ook: Puikogel), 3345 meter (Geigenkam)
32. Roteck (Ital. Monte Rosso), 3337 meter (Texelgroep)
33. Texelspitze (Ital. Cima Tessa), 3318 meter (Texelgroep)
34. Im Hinteren Eis (Ital.: Punta della Vedretta), 3270 meter (Weißkam)
35. K2, 3253 meter (Kaunergrat)
36. Mittagskogel, 3162 meter (Weißkam)
37. Luibiskogel, 3112 meter (Geigenkam)
38. Glockhaus, 3101 meter (Glockturmkam)
39. Fundusfeiler, 3079 meter (Geigenkam)
40. Wildes Mannle, 3023 meter (Weißkam)
41. Wildgrat, 2971 meter (Geigenkam)
42. Venet, 2512 meter (Kaunergrat)

## Bergpassen
1. Gepatschjoch, 3243 meter (Vent naar het Kaunertal)
2. Ramoljoch, 3194 meter (Vent naar Obergurgl)
3. Langtaufererjoch, 3167 meter (Vent naar Reschenpas)
4. Gurgler Eisjoch, 3152 meter (Obergurgl naar Schnals (Ital. Senales))
5. Langthalerjoch, 3058 meter (Obergurgl naar Pfelders (Ital. Plan))
6. Niederjoch, 3017 meter (Vent naar Schnals)
7. Pitztalerjöchl, 2995 meter (Mittelberg naar Sölden)
8. Weißseejoch, 2966 meter (Kaunertal naar Vernagttal)
9. Eisjöchl am Bild, 2908 meter (Pfelders naar Schnals)
10. Venter Hochjoch, 2885 meter (Vent naar Schnals)
11. Timmelsjoch (Ital.: Passo del Rombo), 2509 meter, (Sölden naar Meran (Ital. Merano)
12. Reschenpas (Ital.: Passo di Résia), 1494 meter (Landeck naar Meran)

Van bovenstaande passen zijn alleen de Timmelsjoch (alleen 's zomers) en de Reschenpas met de auto begaanbaar.